# Wimpole
Wimpole – wieś w Anglii, w hrabstwie Cambridgeshire, w dystrykcie South Cambridgeshire. Leży 14 km na południowy zachód od miasta Cambridge i 71 km na północ od Londynu.